# Antón Lamazares
Antón Lamazares (Lalín, Pontevedra, 1954) es un pintor español, vinculado en sus inicios al Grupo Atlántica y posteriormente conocido por su obra abstracta, con la que alcanzó proyección internacional.
Su obra se caracterizó en sus inicios por un expresionismo lúdico, coincidente con su participación en Atlántica, y posteriormente transitó hacia el informalismo y la abstracción, con una deriva minimalista. En sus pinturas ha experimentado con el uso de barnices, madera y cartón. Sus piezas se han exhibido en España e internacionalmente, y forma parte de las colecciones del MNCARS, CGAC, el Museo de Arte Contemporáneo de Madrid o el Museo Marugame Hirai.

## Trayectoria

### Los primeros años: pintura y poesía
(Galicia, 1954-1977)

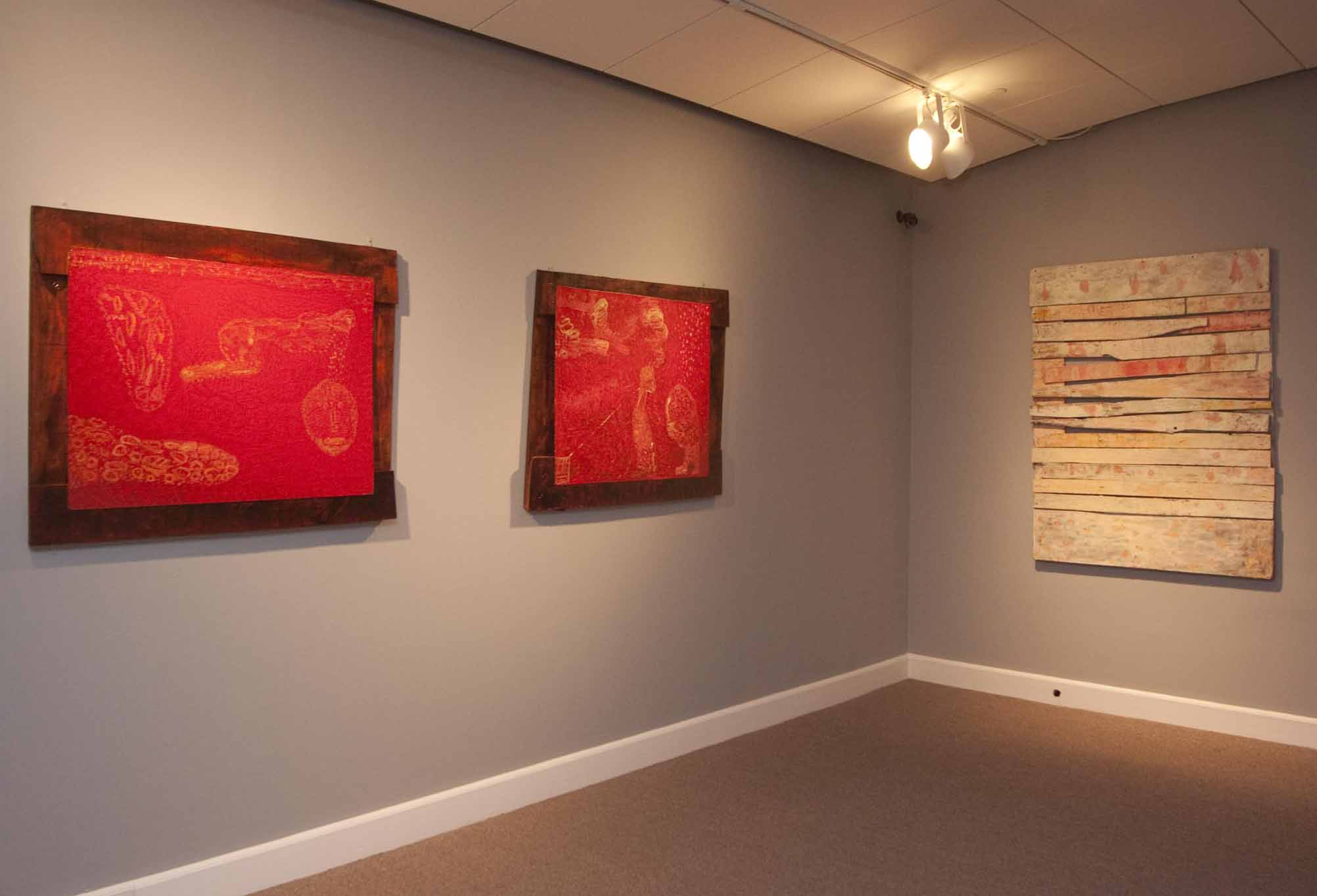
Piezas de las series Sueño e colorao y Titania e Brao

Lamazares nace el 2 de enero de 1954 en Maceira, aldea de Lalín (Pontevedra); el entorno rural de su infancia deja una honda huella en su imaginario y su proceso creador. Realiza gran parte de sus estudios internado en el convento franciscano de Herbón, entre 1963 y 1969; en esos años se entrega a la lectura ferviente de textos literarios, sobre todo de los clásicos grecolatinos. A fines de los sesenta comienza a escribir poesía, y entabla amistad con el escritor Álvaro Cunqueiro, y también con los pintores Laxeiro y Manuel Pesqueira, que se convertirán en sus primeros referentes plásticos. Su vocación creadora comienza a desplazarse hacia la pintura, optando por la formación autodidacta. En este sentido será crucial su largo viaje de 1972 por distintos países europeos para estudiar directamente la pintura de los maestros que venera: Van Gogh, Paul Klee, Rembrandt y Joan Miró, a los que se añadirán Tàpies, Millares, Giacometti y Bacon, así como el arte oceánico y el medieval. 
A su regreso permanece en Barcelona, donde trabaja como obrero de la construcción y estudia sus centros de arte, en especial las colecciones de arte románico del Museo Marés y del Museo Nacional de Arte de Cataluña. Después viaja a Madrid, donde se reencuentra con su maestro, Laxeiro, y donde conoce al poeta Carlos Oroza, cuya amistad será esencial para el pintor: el intercambio entre pintura y poesía será una constante en toda su obra.
En 1973, con sólo 19 años, ya comienza a exponer sus cuadros en exposiciones colectivas e individuales. En 1975 ha de ingresar en la Infantería de Marina, en Ferrol. El 27 de septiembre de ese año le sobrecoge la noticia de los últimos fusilamientos del franquismo, tras el Proceso de Burgos; uno de los reos ejecutados es su amigo Humberto Baena, pontevedrés de 24 años. Lamazares se sumerge en una honda depresión y es internado en el área de psiquiatría; durante ese tiempo escribirá su poemario Adibal.

"A lo largo del siglo XX muchos pintores han querido expresar los lugares más ocultos y misteriosos del ser humano, sin embargo, cuando lo han hecho, ha sido por lo general sobre un lienzo blanco, como si fuesen capaces de expresarse sobre el inmaculado territorio de la nada. Para mí el pintor no es quien expresa su potencia sobre una superficie, sino quien consigue entablar una relación de conflicto y de respeto con el mundo que le rodea. Cuando yo cojo un cartón o una madera para pintar sobre ella, lo hago porque pienso que así rememoro la importancia que tiene una dimensión sagrada."
Lamazares, Enter.arte, 2007

### Del expresionismo y elarte poveraa la pinturabifronte
(Madrid-Nueva York, 1978-1989)

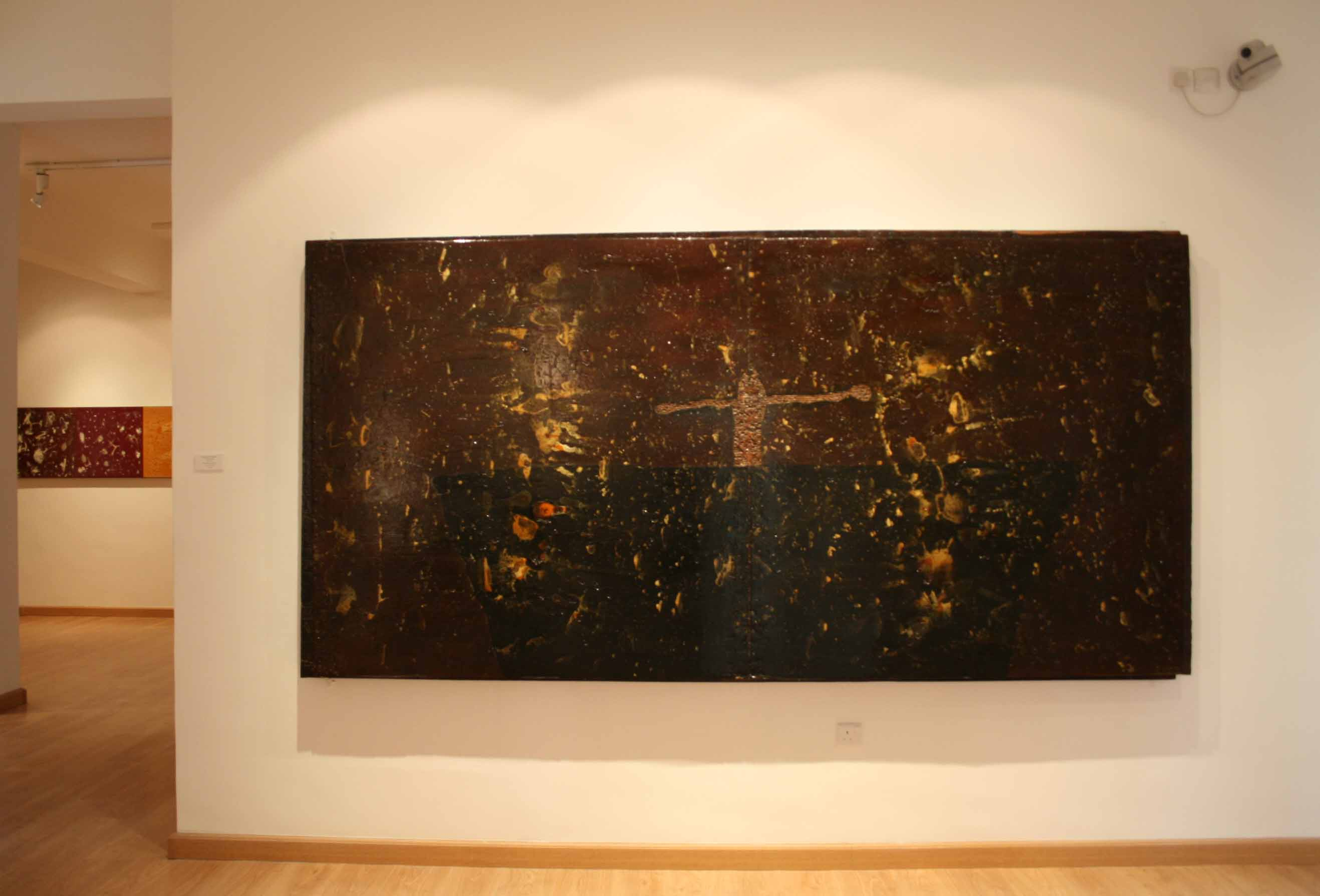
Mauro, de Gracias vagabundas, en la Galería Nacional de Jordania

En 1978 traslada su residencia a Madrid, donde entabla estrecha amistad con el pintor Alfonso Fraile, y también con la galerista Juana Mordó, el crítico de arte y poeta Santiago Amón, y el neurólogo Alberto Portera, figura aglutinadora de un amplio grupo de artistas –escritores, cineastas, músicos y pintores– que se encuentran los fines de semana en su finca de Mataborricos, donde Lamazares realiza una exposición al aire libre en 1979. Ese mismo año conoce personalmente a Joan Miró, y viaja por la Provenza para reencontrarse con el paisaje de artistas como Van Gogh, Picasso, Cézanne o Matisse.
Los años ochenta son de intenso trabajo y también de gran proyección: antes de cumplir treinta años, la obra de Lamazares ya ha conquistado un espacio propio en el panorama español y en el exterior. En sus cuadros proyecta figuras de aliento lúdico y onírico, de línea expresionista, con un intenso cromatismo y una poderosa originalidad. Expone su obra con la galería de Juana Mordó en Madrid, la de Elisabeth Frank en Bélgica y la Sala Gaspar en Barcelona. Pronto se traslada a Nueva York, donde permanece dos años con una beca Fulbright, y su pintura evoluciona hacia una concepción más depurada y matérica, que expone en la galería neoyorquina Bruno Fachetti.
Comparte su residencia entre Nueva York y Salamanca, y en 1988 viaja por Asia Menor –para visitar el templo de Didima, como homenaje al Hiperión de Hölderlin– y Estambul, donde le impresionan vivamente las iglesias bizantinas, cuya imaginería se deja traslucir en las obras que presenta en la Galería Miguel Marcos, elaboradas por yuxtaposición de maderas. En 1990 prepara una nueva serie de piezas, concebidas para ser vistas por ambos lados, que denomina bifrontes.

### La pintura escultórica y de gran formato
(París-Madrid, 1990-2003)

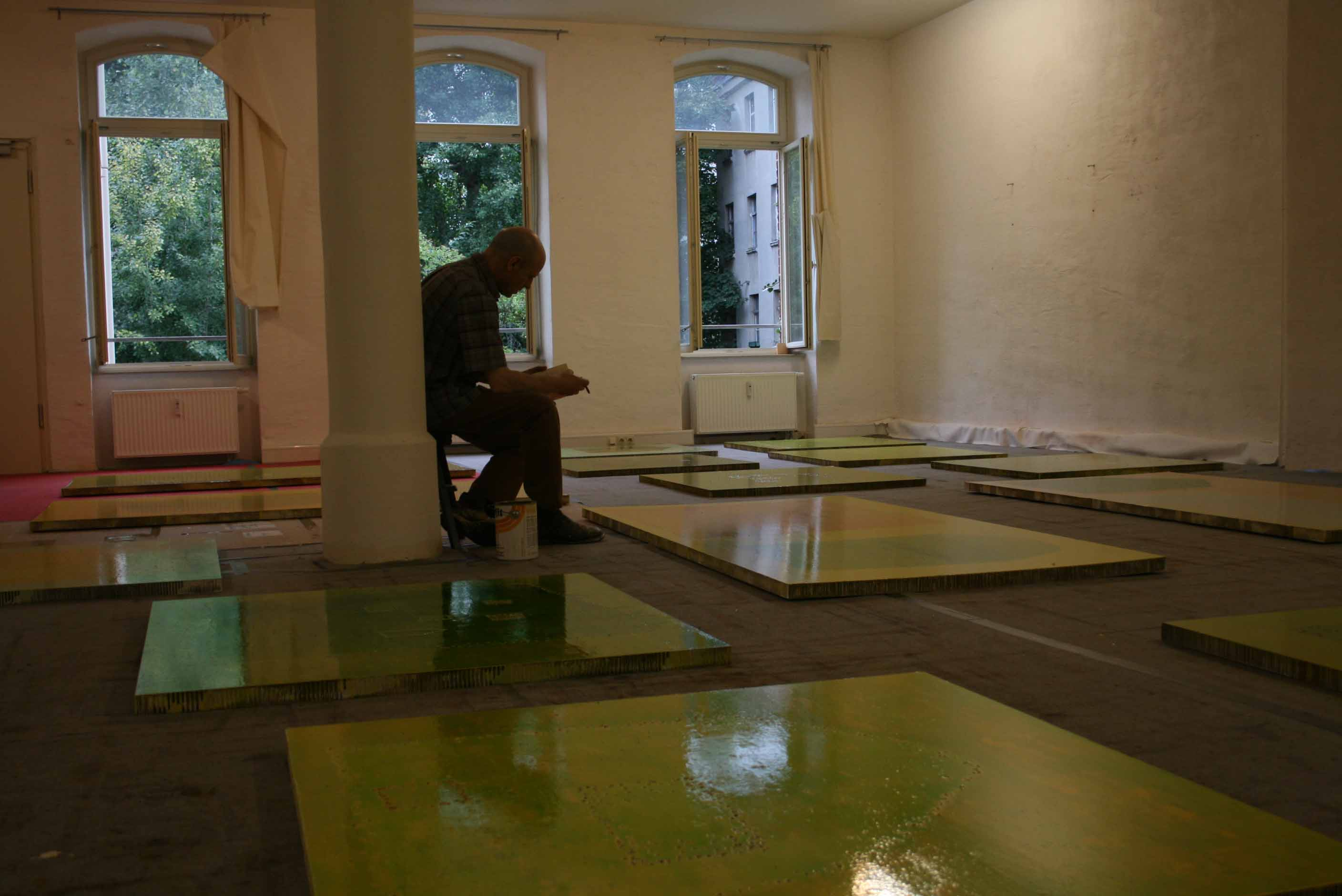
Antón Lamazares en su taller de Berlín

Se instala en París durante 1990 y 1991, con una beca de la Cité des Arts, y en 1991 abre un gran taller en Madrid, donde trabaja en las series Gracias vagabundas y Desazón de vagabundos. En 1993 conoce personalmente a Tàpies, y publica una extensa entrevista que le realiza con motivo de haber recibido éste el León de Oro de la Bienal de Venecia. Invitado por el CGAC, de mayo a noviembre de 1996 permanece en Galicia y pinta la serie Gracias do lugar: Eidos de Rosalía, Eidos de Bama. De junio a noviembre de 1997, en Santa Baia de Matalobos (La Estrada), pinta al aire libre Bés de Santa Baia. Ese año conoce al escultor Jorge Oteiza, con quien mantiene una conversación de varias horas que es filmada por la cineasta Chus Gutiérrez. En 1998 pinta en Madrid la serie Titania e Brao, homenaje al verano de Castilla, y después se dedica a Pol en Adelán.
Realiza también tareas de arte gráfico, como los grabados que acompañan cinco textos de Gustavo Martín Garzo en el libro de artista El Canto de la Cabeza (Galería Sen, Madrid), o las litografías que acompañan el Itinerarium de Egeria (Raiña Lupa, París), nombrado libro del año en Francia por Le Monde Diplomatique. En 2001 realiza una magna exposición en la Estación Marítima de La Coruña, bajo el título Un saco de pan duro.
Su obra es seleccionada para su promoción internacional por el programa Arte Español para el Exterior del Ministerio de Asuntos Exteriores (SEACEX), junto con la de otros artistas españoles como Saura, Chirino, Hernández Pijuan, Millares, Pablo Serrano, Oteiza o Tàpies. Lamazares viaja a Florencia y Asís, para acercarse a algunas piezas del arte renacentista y también al universo de San Francisco, al que dedica su nueva serie Follente Bemil.

### De la abstracción al minimalismo poético
(Berlín, desde 2004)

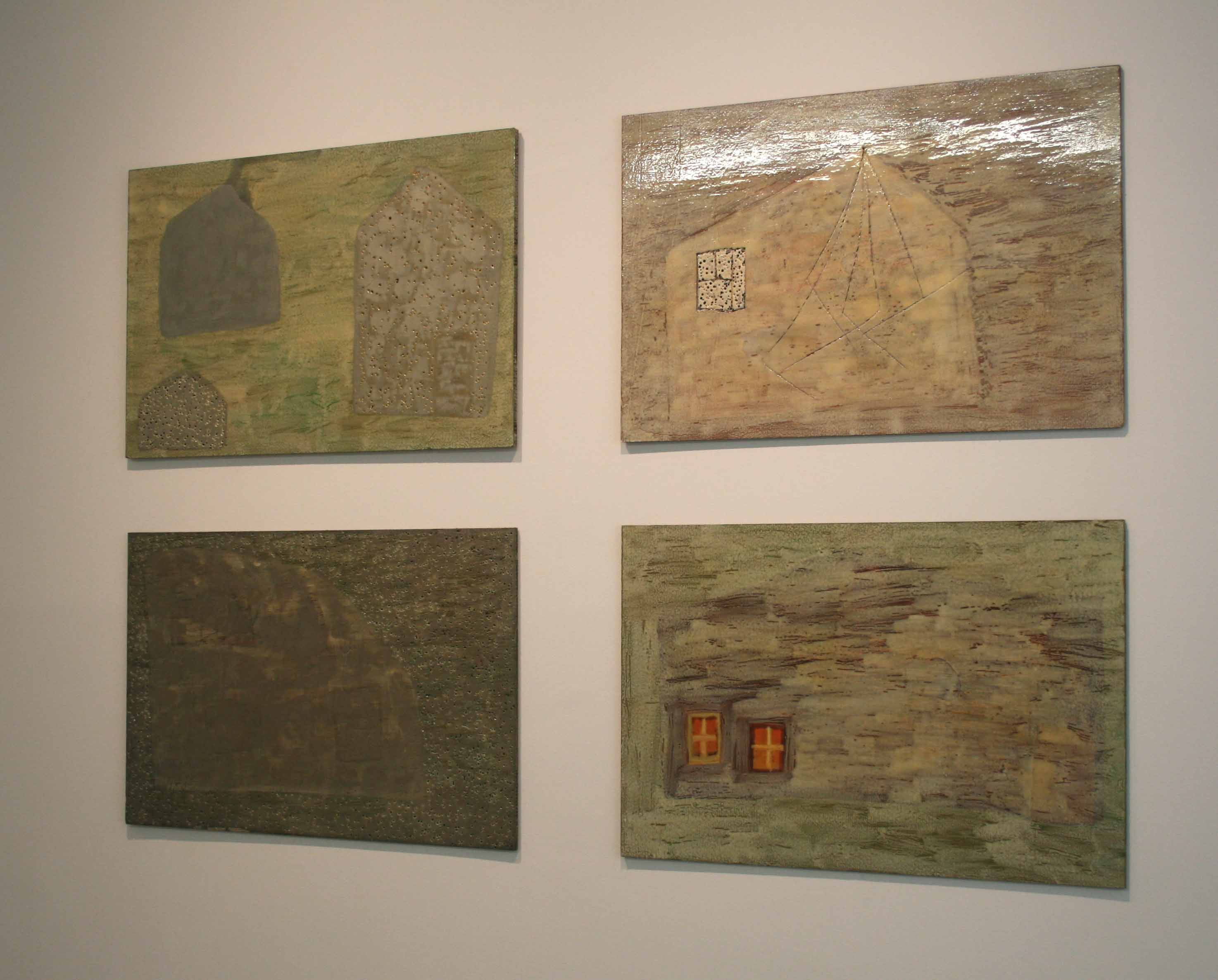
Exposición de Domus Omnia en Santiago de Compostela

Traslada su residencia a Berlín, donde vive desde 2004. Tras la muerte de su padre, comienza la serie E fai frío no lume (Hace frío en el fuego). Realiza grandes exposiciones en Eslovenia, y también en el Museo (Iglesia) Kiscelli de Budapest (Hungría).

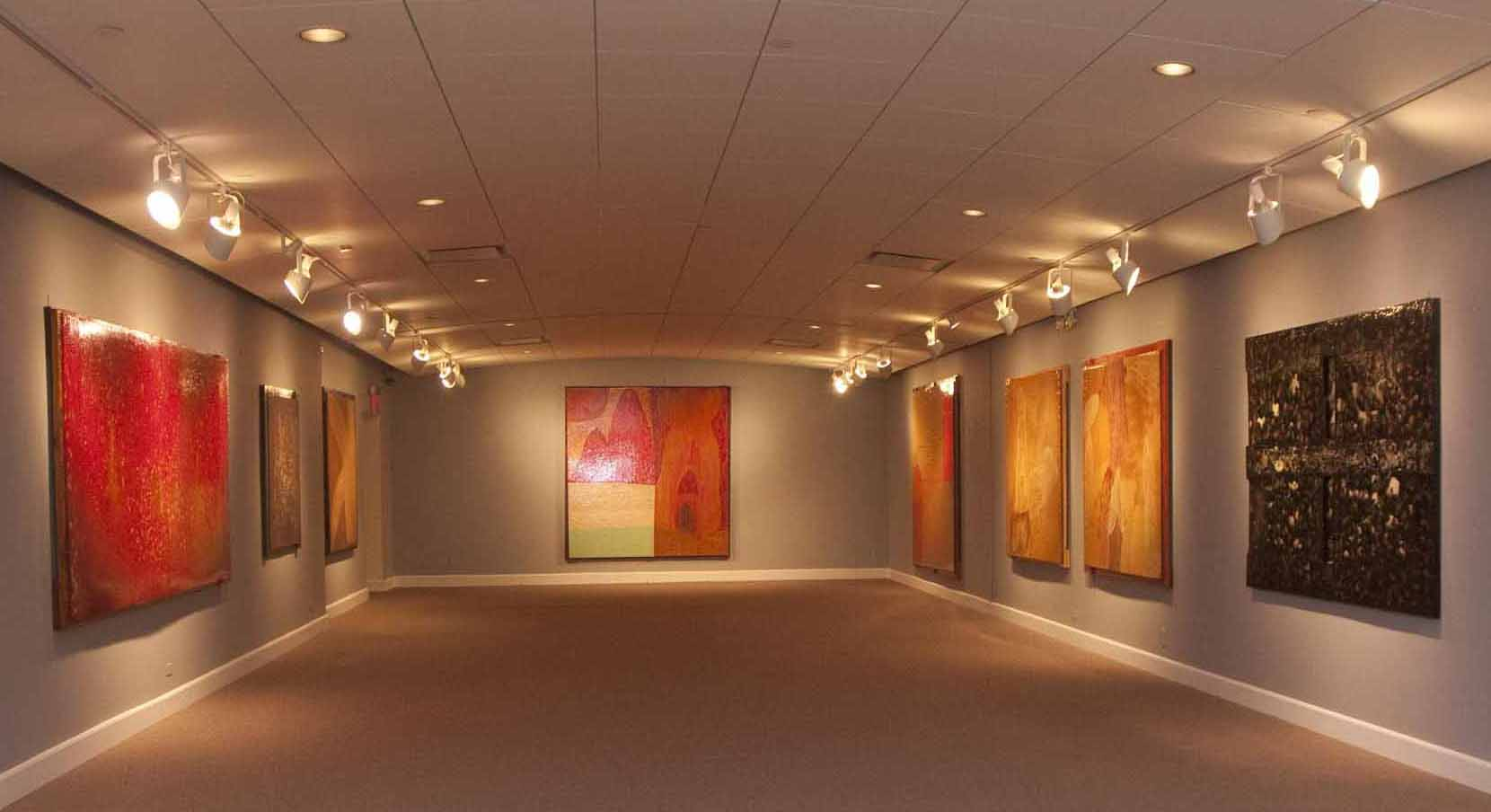
Exposición de Lamazares en Nueva York, 2009

 Se dedica después a la serie Domus Omnia, y colabora con sus grabados en otros dos libros de artista, con poemas de Oroza: Deseo sin trámite, con una serigrafía (Aguatinta, Vigo) y Un sentimiento ingrávido recorre el ambiente, con cinco litografías (Raiña Lupa, París).
En 2008 expone Horizonte sin dueño en la Galería Nacional de Jordania (Amán) y una antología de su obra gráfica en el Instituto Cervantes de Damasco (Siria), donde el poeta Taher Riyad le dedica su poemario Cantos de Lamazares. En 2009 expone su obra en Nueva York –en el Queen Sofía Spanish Institute–, y también en Orense, en el Centro Cultural de la Diputación. Participa asimismo en una exposición itinerante dedicada al poeta Vicente Aleixandre, y recibe el Premio Laxeiro a su trayectoria. En 2010 expone su obra en la Iglesia de la Universidad, –en Santiago de Compostela–, y también en Tuy.

"Antón Lamazares ha manifestado siempre una querencia brutalista por la materia y el gesto, voy a decirlo así, "inocentes", que no es exactamente lo mismo que "espontáneos". Lamazares es, no hay que olvidarlo, un artista mental y técnicamente muy complejo. Puede, por ejemplo, usar como soporte un vulgar cartón, pero, en sus manos, bien prensado y barnizado, cobra el lustre de una madera enlucida. Sus "garabatos", que mimetizan el desaliño infantil o el rudimentario esquematismo de los artistas autodidactas, están impregnados, sea cual sea el motivo figurativo, de sutiles refinamientos."
Francisco Calvo Serraller, Casa de la Pintura, 2007

En 2010 recibe la Insignia de Oro de la Universidad de Santiago de Compostela, la primera entregada a un artista,y la Medalla Castelao de la Junta de Galicia.En 2012 se estrenó la película Tan Antiguo como el Mundo, dirigida por Nayra y Javier Sanz Fuentes, que lleva a cabo un recorrido por el universo de la pintura, la poesía y la naturaleza a través de la mirada de Lamazares.
En 2012, el pintor crea el Alfabeto Delfín, con un nombre que homenajea a su padre, Delfín Lamazares. En 2017 explicará así su génesis: 

—quería yo amansar en él el cuchillo a la sombra del pan...¡
—porque en un principio era el verbo... porque la pintura está naciendo aún y siempre¡ 
—quería yo un alfabeto cristiano y labrador: una tacita del misterio de las aldeas de los montes de Galicia. 
—un alfabeto hecho con los quiebros de la hormiga de la trucha de la abeja con los quiebros de los pajarillos en el anchuroso aire.
—un alfabeto hecho como vi y soñé de muy niño hacer sus nidos a los pajarillos, oh... altísima industria de los siglos¡

—un alfabeto hecho como ofrenda al arcoíris, a él que se llevaba la lluvia a dormir en el regazo de Dios para traerla después y lavarnos la vida.

Con el Alfabeto Delfín construye el pintor distintas series vertebradas por la palabra poética, como Flor Novoneyra o San Juan de la Cruz, que expone en espacios como el Museo del Greco de Toledo, el Museo Gaiás, las sedes de Galería Richard en París y Nueva York, el Círculo de Bellas Artes de Madrid o el Centro Cultural de España en México y Panamá. Al tiempo presenta antológicas en espacios como la Fundación Antonio Pérez de Cuenca, y participa también en ferias internacionales como ARCO (Madrid), Frame (Miami), ARTBO (Bogotá) o Artissima (Turín), o en exposiciones colectivas como On the road o El poder del arte. Obras de la colección del Museo Reina Sofía.[cita requerida]

## Libros
- Alfabeto Delfín (2016).
- Quería contarche o que é unha casa (con María do Cebreiro) (2022).

## Premios
- Premio Laxeiro (2009).[18]
- Insignia de Oro de la Universidad de Santiago de Compostela (2010).[19]
- Medalla Castelao (2010).[20]